# Koçi Xoxe
Koçi Xoxe /kɔʧi ʣɔʣɛ/(spreek uit: Kotsji Dzodze) (1 mei 1911 - Tirana, 11 juni 1949) was een Albanees communistisch politicus. Volgens sommige bronnen was hij van Bulgaarse of Macedonische afkomst. Xoxe was aanvankelijk een tinsmid in de regio van Korçe. In november 1941 werd Koçi Xoxe lid van de nieuw opgerichte Albanese Communistische Partij (ACP) en werd in het politbureau gekozen. Xoxe nam deel aan de bevrijdingsstrijd tegen de Italiaanse en Duitse bezetter (1941-1944). Hij onderhield nauwe banden met de Joegoslavische communistische partizanen en maarschalk Tito. Na de Tweede Wereldoorlog werd Xoxe de voorman van de pro-Joegoslavische factie binnen de ACP die streefde naar een Balkanfederatie bestaande uit Albanië, Joegoslavië en Bulgarije. De Albanese communistische premier tevens nationalist, Enver Hoxha was hier fel op tegen, hij zag liever een onafhankelijk Communistisch Albanië. De komende jaren werd Xoxe steeds machtiger, en was in feite de leider in de beginjaren van de volksrepubliek Albanië. Het land werd lid van het Warschaupact, en kwam onder de directe invloed van Joegoslavië.  Onder zijn bewind werd religie hard aangepakt. Kerken en Moskeeën werden gesloten, vernietigd of gebruikt als opslagplaats en geestelijken werden vervolgd. Xoxe overzag ook de executies van personen die hadden samengewerkt met de Italiaanse en Duitse bezetter, en zorgde dat de Albanese Partij van de Arbeid de enige toegestane partij in het land werd. De traditionele bloedvetes van de Gheg in Noord-Albanië werden uitgeroeid en vrouwen kregen dezelfde rechten als mannen. Vooral de zorg werd hard aangepakt, en de gemiddelde levensverwachting van mensen kwam op het niveau van de rest van het Warschaupact. 
In 1945 werd Xoxe minister van Binnenlandse Zaken en chef van de veiligheidsdienst, in 1946 werd hij tevens vicepremier en secretaris van het organiserend comité van de ACP. Vanwege zijn Joegoslavische contacten, dreigde Xoxe de belangrijkste man in de regering te worden, Joegoslavië had namelijk een grote invloed in het kleine Albanië, iets wat premier Enver Hoxha liever niet zag. Van 1946 tot 1948 was de pro-Joegoslavische factie haast oppermachtig. In 1946 drong Xoxe erop aan om de contacten met Westerse landen te verbreken, wat ook gebeurde. 
Tijdens een vergadering van het politbureau van de ACP in mei 1948, presenteerde hij het plan om Albanië als zevende republiek te laten opnemen in Joegoslavië. Toen Joegoslavië in juni 1948 uit het Cominform (Communistisch Informatiebureau) werd gestoten en de Sovjet-Unie haar betrekkingen met Joegoslavië verbrak, wist Enver Hoxha Xoxe en zijn aanhangers van de pro-Joegoslavische factie uit de partij en regering te werken, met steun van de Sovjet-Unie. Tijdens een geheim proces werd Xoxe op 10 juni 1949 wegens spionage voor de Joegoslaven ter dood veroordeeld en op 11 juni 1949 terechtgesteld.

## Verwijzingen
1. ↑  Van Orthodoxe origine http://www.slobodan-milosevic.org/documents/trial/2004-12-06.html

- Gemeinsame Normdatei: 142902659
- International Standard Name Identifier: 0000 0001 0770 4906
- Library of Congress Control Number: n2011078371
- Virtual International Authority File: 160430725
- WorldCat: E39PBJfrJX87VmBRGHPWT8GCQq